# Srečko Malenšek
Srečko Malenšek, slovenski učitelj in glasbenik, * 21. september 1863, Ljubljana, † 9. november 1917, Zgornji Tuhinj.
Rodil se je očetu Janezu in materi Mariji (rojena Slovša). V Zgornjem Tuhinju, kjer je kot učitelj služboval 32 let, je ustanovil gasilsko društvo, zgradil vodovod, prirejal gledališke igre in predavanja ter vodil pevski zbor. Glasbena matica je 1890 izdala njegove
pesmi z napevi, ki jih je nabral po tuhinjski dolini.

## Izbrana bibliografija
- Národne pesni z napevi (COBISS)